# Dschaniden
Die Dschaniden waren ein muslimisches Herrscherhaus in Zentralasien. Sie regierten von 1599 bis 1747/58/85 das Khanat Buchara.
Die Dschaniden, auch Astrakhaniden genannt, gehörten zu den dschingisidischen Tuqay-Timüriden und standen lange Zeit im Schatten der ebenfalls dschingisidischen Scheibaniden. Beide Linien sahen sich als direkte Nachfahren des mongolischen Herrschers Dschingis Khan.

## Überblick
1598 starb der Herrscher des Usbeken-Khanats, Abdullah (II.). Im Anschluss regierten noch kurzzeitig sein Sohn Abdul Mu'min und sein Vetter Pir Muhammed.
Der Astrachaner Prinz Yar Muhammed (ein Nachkomme Orda Khans) floh 1554 nach der Eroberung der Stadt Astrachan vor den Russen. Er hatte seinen Sohn Dschani Muhammed mit der Tochter Iskanders (reg. 1561–1583) verheiratet, der damit in die Scheibaniden-Dynastie eingeheiratet hat.
Die Söhne dieser Beziehung erbten mit dem Aussterben der Scheibaniden den Thron des Khanats von Buchara und begründeten das Herrscherhaus der Dschaniden. 1599 besiegte Baki Mohammad (auch Baqi Muhammad, reg. 1599–1605) den Scheibaniden Pir Muhammad und beendete damit die scheibanidische Tradition in Buchara.
Erster Khan wurde Baki Mohammad, der, allerdings nur zeitweise, den Machtbereich Bucharas ausdehnen konnte.
Etwa 1747 wurde Abu'l Faiz, der letzte wirkliche Herrscher dieses Hauses, von seinem Regenten Muhammad Rahim Bi ermordet. Danach regierte von 1758 bis 85 Abu'l Ghazi, der jedoch vom Mangit-Clan abhängig war.
Ma'sum Schah Murad († 1799), der Schwiegersohn Abu'l Ghazis und erster Herrscher der Mangit, setzte die Dschaniden endgültig ab und vollzog den offiziellen Übergang zum Emirat Buchara.

## Liste der Herrscher
- Dschani Muhammed (Sohn Yar Muhammeds), verzichtete 1599
- Din Muhammad 1599
- Baki Muhammad 1599–1605
- Wali Muhammad 1605–1610
- Imam Quli Khan 1610–1640/2, abgedankt
- Nadir Muhammed 1640/2–1645, abgesetzt
- Abd al-Aziz 1645–1678, abgedankt
- Subhan Quli 1678–80 und 1680–1702
- Ubaidullah 1702–1707 († 1717)
- Abu'l Faiz 1707–1747
- Abu'l Ghazi 1758–1785 (die De-facto-Regenten waren jetzt schon die Emire der Mangit-Dynastie)